# 경계선언

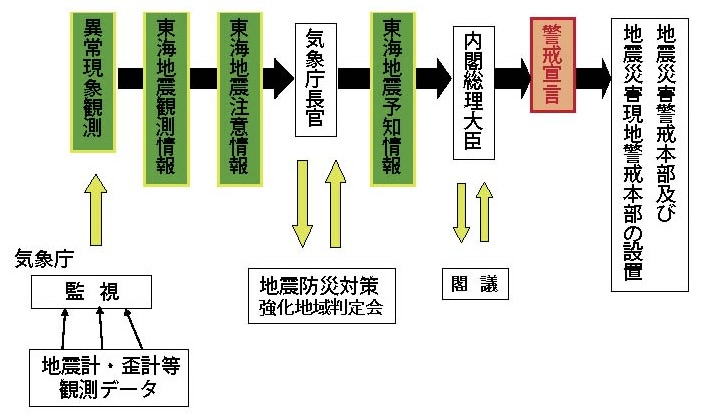
경계선언 발령의 구조

경계선언(일본어: 警戒宣言)은 일본의 내각총리대신이 대규모지진대책특별조치법에 따라 발령하는 선언이다. 도카이 지진만을 대상으로하고있다. 지진이 일어날 가능성이 높다고 판단 된 경우에, 피해를 최소화하기 위해 이 선언이 발령된다. 경계선언이 발령 된 경우 지진방재대책강화지역에서는 지진 방재 응급 대책 등이 실시된다.

## 같이 보기
- 도카이 지진 관련 정보